# Etnická čistka Čerkesů

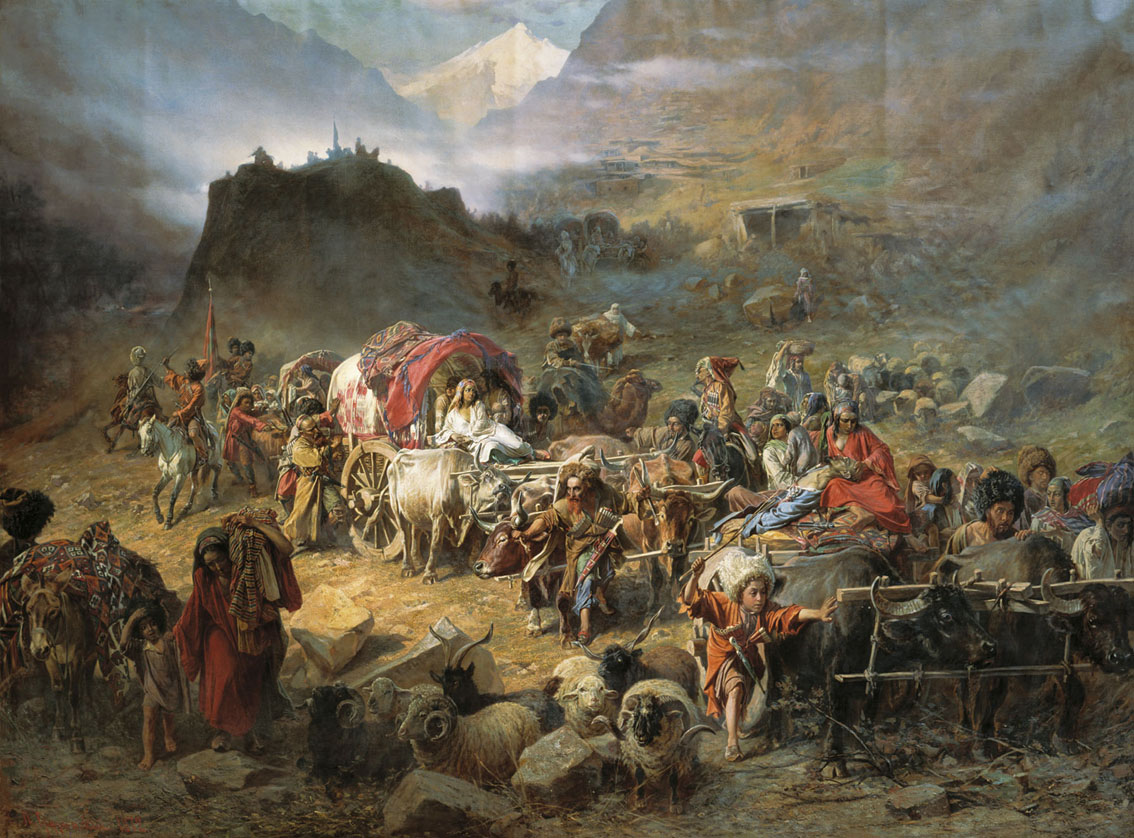
Čerkesové opouští aul, Pjotr Nikolajevič Gruzinskij (1872)

Pojem etnická čistka Čerkesů se vztahuje k vysídlení, rozptýlení a vyhnání většiny domorodých Čerkesů carským Ruskem z historického území Čerkeska, které zahrnovalo podstatnou část severního Kavkazu a severovýchodního pobřeží Černého moře. K těmto událostem došlo v poslední čtvrtině 19. století v rámci dohry kavkazské války. Vysídlení obyvatelé odcházeli především do Osmanské říše a v menší míře do kadžárovské Persie.
Čerkesové, domorodí obyvatelé tohoto regionu, byli na konci rusko-čerkeské války násilně vyhnáni ze své vlasti vítězným Ruskem. Deportace začala před koncem války v roce 1864 a do roku 1867 byla téměř dokončena. Čistky se týkaly především Čerkesů (nebo Adygejců), dále Ubychů, Čečenců, Abchazů a Abázů.
Tyto události zasáhly blíže neupřesněný počet lidí, možná až stovky tisíc. V každém případě byla většina dotčených lidí vyhnána. Ruská armáda vyháněla obyvatele z jejich vesnic do černomořských přístavů, kde se museli nalodit na lodě poskytnuté sousední Osmanskou říší. Jednoznačným ruským cílem bylo vysídlit zmíněné etnické skupiny ze země. Pouze menší počet lidí (přesné číslo není známé) souhlasil s přesídlením v rámci Ruského impéria. Čerkeské obyvatelstvo bylo rozptýleno, přesídleno, nebo v některých případech masově zabíjeno. Neznámé množství deportovaných zahynulo během cesty. Někteří zemřeli v důsledku epidemií šířících se v davech deportovaných čekajících na odjezd nebo v přelidněných osmanských přístavech. Ke ztrátám na životech docházelo také při potopení lodí v bouři. Podle dobových ruských vládních dokumentů bylo deportováno asi 90 procent dotčených obyvatel.
Ve stejném období bylo k odchodu do Osmanské říše nebo kadžárovské Persie přinuceno také mnoho dalších kavkazských muslimských etnických skupin.

## Genocida
Čerkeští učenci a aktivisté navrhují, že tyto deportace mohou být považovány za projev moderního konceptu etnických čistek, přestože tento termín se v 19. století nepoužíval. Upozorňují přitom na systematické vylidňování vesnic ruskými vojáky a s tím související ruskou kolonizaci těchto území. Zároveň odhadují, že přibližně 90 procent Čerkesů (odhadem více než tři miliony) bylo vysídleno z území okupovaného Ruskem. Během těchto událostí a jim předcházející kavkazské války byly zabity nebo vyhladověny stovky tisíc lidí, ale přesný počet není stále známý.
Dne 21. května 2011 schválil gruzínský parlament rezoluci, která uváděla, že „předem naplánované“ masové zabíjení Čerkesů ruskou říší, doprovázené „úmyslně vyvolaným hladomorem a epidemiemi“, by mělo být označováno jako „genocida“ a osoby deportované během těchto událostí ze svých domovů by měly být považovány za „uprchlíky“. Gruzie, která má s Ruskem velmi špatné vztahy, se na problematiku severokavkazských etnických skupin zaměřuje od války v roce 2008. Po konzultaci akademiků, lidskoprávních aktivistů a čerkeské diaspory a následných parlamentních diskusích v Tbilisi v letech 2010 a 2011, se Gruzie stala první zemí, která uznala masakr v 19. století a deportace carského Ruska v oblasti severozápadního Kavkazu jako „genocidu“. Dne 20. května 2011 gruzínský parlament ve své rezoluci deklaroval, že masové vyhlazovaní Čerkesů (Adygejců) během rusko-čerkeské války i po ní představovalo genocidu, jak je definována Haagskými úmluvami z roku 1907 a konvencemi OSN z roku 1948.